# Dorfkirche Goldschau

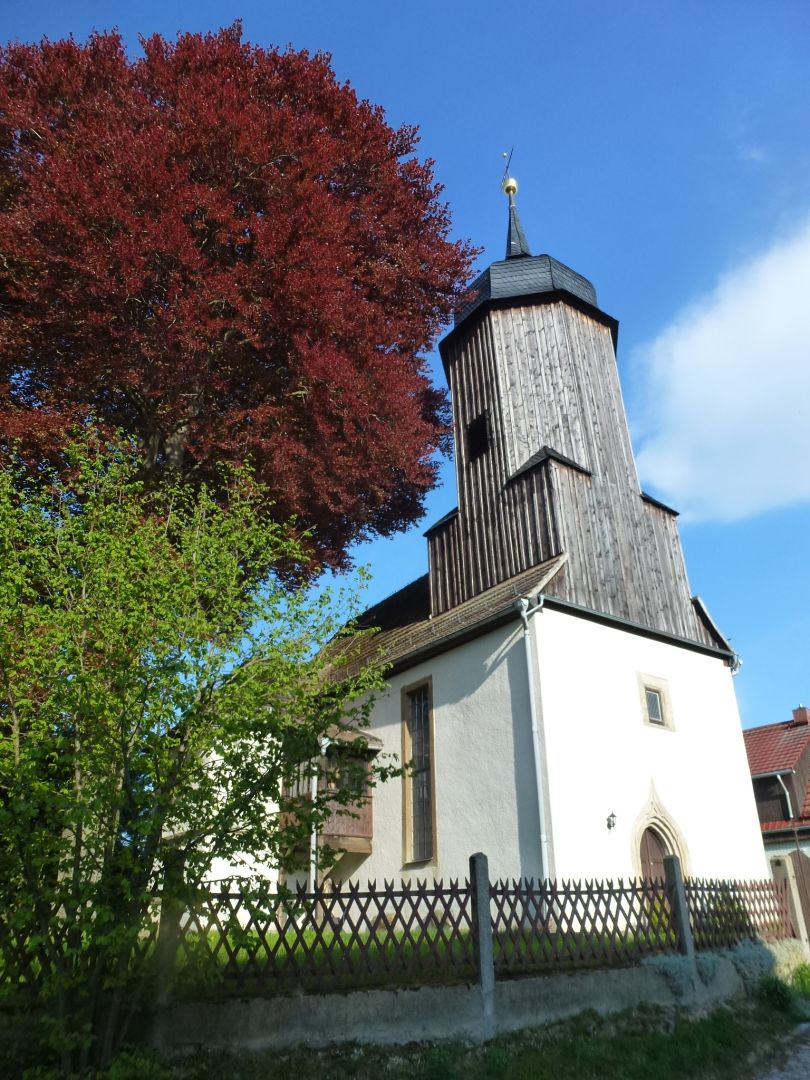
Die Kirche in Goldschau

Die evangelische Dorfkirche Goldschau befindet sich in Goldschau, einem Ortsteil der Stadt Osterfeld im Burgenlandkreis in Sachsen-Anhalt. Sie steht unter Denkmalschutz und ist mit der Erfassungsnummer 094 85908 im Denkmalverzeichnis des Landes registriert.

## Beschreibung

### Gebäude
Das Kirchengebäude ist ein spätgotischer verputzter Bruchsteinbau mit einem dreiseitigen Ostschluss. An der Nordseite befindet sich eine quadratische, kreuzgratgewölbte Sakristei, über dem Westteil des Schiffs ein mit Brettern verkleideter Dachturm. Das Gebäude wurde im Jahr 1925 restauriert.

### Innenraum und Ausstattung
Im einschiffigen Innenraum befindet sich eine aus dem Jahr 1738 stammende flache Decke. Die Fenster des Schiffs wurden vermutlich im selben Jahr erneuert. Unterhalb des nordwestlichen Fensters befinden sich die Reste zweier Löwenfiguren, die zu einem ehemaligen Portal der Kirche gehören könnten. Im Westen des Schiffs befindet sich eine zweigeschossige Hufeisenempore mit Orgel. Die Herrschaftsempore derer von Trotha über der Sakristei ist mit einer Inschrift (T.L.v.T.1744) bezeichnet. Der hölzerne Kanzelaltar stammt aus dem Jahr 1613 und wurde von Jacob Wendelmuth errichtet. Er ist mit flachen Schnitzereien sowie gemalten Darstellungen versehen. Am Korb sind Christus Salvator und die vier Evangelisten, an der Predella die Fußwaschung und oben die Auferstehung Christi sowie die Eherne Schlange und die Kreuzigung Christi zu sehen. Die Orgel ist im Kern ein Werk aus dem Jahr 1738, das im 19. Jahrhundert überarbeitet und im Jahr 2016 restauriert wurde.

## Sonstiges
Ein in der Kirche befindlicher vergoldeter Kronleuchter stammt aus der zweiten Hälfte des 16. Jahrhunderts.